# Presley T. Glass

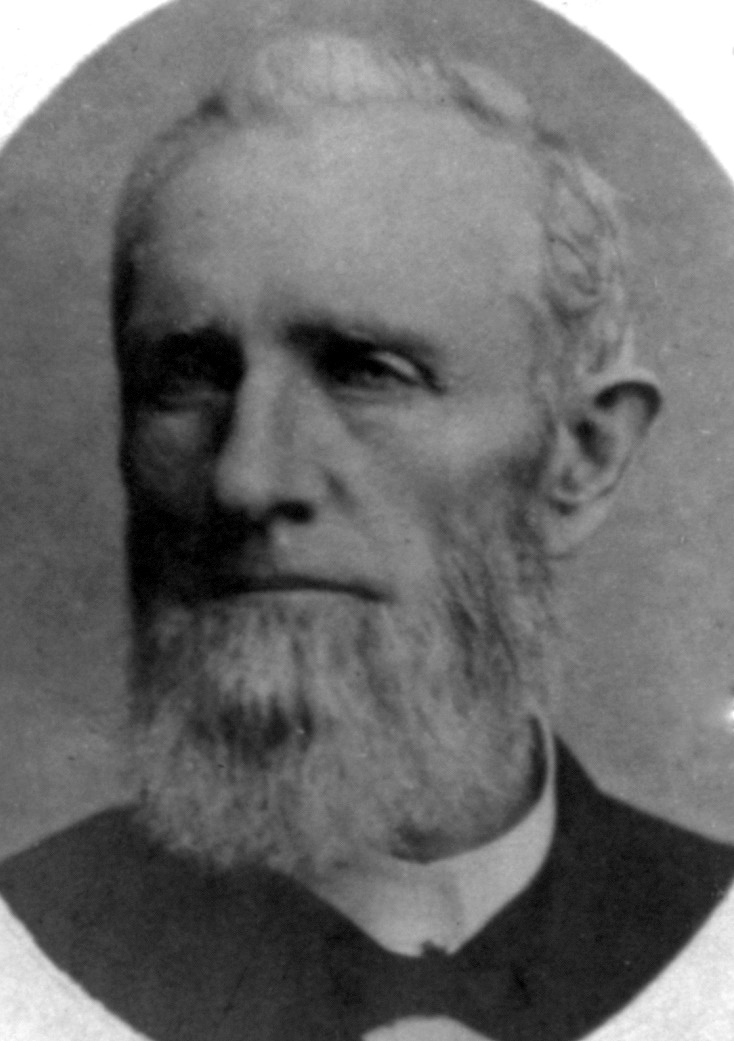
Presley T. Glass

Presley Thornton Glass (* 18. Oktober 1824 in Houston, Halifax County, Virginia; † 9. Oktober 1902 in Ripley, Tennessee) war ein US-amerikanischer Politiker. Zwischen 1885 und 1889 vertrat er den Bundesstaat Tennessee im US-Repräsentantenhaus.

## Werdegang
Bereits im Jahr 1828 kam Presley Glass mit seinen Eltern in das Weakley County in Tennessee, wo er die Dresden Academy besuchte. Im Alter von 18 Jahren wurde er Offizier der Staatsmiliz. Nach einem anschließenden Jurastudium an der Lexington Law School in Kentucky und seiner im Jahr 1847 erfolgten Zulassung als Rechtsanwalt begann er in Ripley in seinem neuen Beruf zu arbeiten. Gleichzeitig schlug er als Mitglied der Demokratischen Partei eine politische Laufbahn ein. Im Jahr 1848 wurde Glass in das Repräsentantenhaus von Tennessee gewählt. Während des Bürgerkrieges war er Major im Heer der Konföderation. Dabei war er für die Versorgung der Truppen mit Lebensmitteln zuständig. Im Jahr 1882 wurde er noch einmal ins Staatsparlament gewählt.
Bei den Kongresswahlen des Jahres 1884 wurde Glass im neunten Wahlbezirk von Tennessee in das US-Repräsentantenhaus in Washington, D.C. gewählt, wo er am 4. März 1885 die Nachfolge von Rice Alexander Pierce antrat. Nach einer Wiederwahl konnte er bis zum 3. März 1889 zwei Legislaturperioden im Kongress absolvieren. Im Jahr 1888 wurde er von seiner Partei nicht mehr zur Wiederwahl nominiert. Stattdessen wurde sein Vorgänger Pierce als demokratischer Kandidat aufgestellt und schließlich auch gewählt.
Nach seinem Ausscheiden aus dem US-Repräsentantenhaus zog sich Glass aus der Politik zurück. Er starb am 9. Oktober 1902 in Ripley.